# 藤原夏姫
藤原 夏姫（ふじわら なつき、8月9日 - ）は、北海道札幌市 出身の日本の声優、グラビアアイドル、コスプレイヤー。メイド喫茶「@ほぉ〜むカフェ」の元メイド。趣味はコスプレ、美少女観察、百合アニメ鑑賞。株式会社ポンテ 所属。元アンナミラーズ店員。

## 人物・来歴
- 高校卒業後に上京し、メイド喫茶に勤めながらコスプレ・グラビアをはじめとする活動を展開。
- アキバ系アイドルには珍しく、萌えキャラではなくセクシー路線。
- グラビアアイドルとアニメを得意分野とするヲタクで、ネット番組などにヲタドルとして登場することもある。
- 自身がレンタルお姉さんであることを公言している。
- 「コミック百合姫」（一迅社）の熱心な読者であり、百合ジャンルの18禁同人誌やレズAVを多数所持するなど、ディープな百合ヲタであることをblogや雑誌などで公言。百合女王と自称する。
- AV女優小倉ありすのファンで、握手会に一般客として出没したこともある。
- 地下アイドルユニット「Streber m@iden」に参加するなど、ライブ歌手としても活動。
- コスプレブランド「Emily」・「Good Luck」専属モデル。
- コスプレコミュニティ「秋桜人」公認コスプレイヤー。
- 2017年株式会社ディーエスイー３期生。
- 2018年より 株式会社ポンテ 預かり所属。
- 2020年1月よりストリーミングサービス・SHOWROOMでの配信を再び開始した。
  - 株式会社ディーエスイー所属時もSHOWROOMでの配信を行っていたが、退所とともに終了した。
- 2020年2月24日より 藤原夏姫オフィシャル通販(BOOTH 内ショップ)を開始した。
- 2021年11月11日より、YouTubeの投稿を開始した。

## 賞詞
- SPA!（雑誌、扶桑社）初代どるばこ美女王。
- sabra（雑誌、小学館）ブロガール選手権 第一期・第三期参加。
- ガールズライクユー（グラビアサイト）モデルオーディション2007、常盤響賞。
- グランドスラム・エッグス 全日本萌えドル選手権、リズレクイーン賞（2007年）

## 出演

### 雑誌
- ベストビデオ 2005年7月号（三和出版） - 表紙
- バイキチ 2007年12月号（イージーライダース）
- ゴスロリ vol.9（2007年4月、ブティック社）
- 週刊SPA!（扶桑社）
- HOT SPA!（2007年9/15号、扶桑社）- グラビア掲載
- Beppin School（2007年5月号、英知出版）- DVD連動コスプレイヤー座談会
- Tokyo graffiti#12（グラフィティマガジンズ）
- Cream BB vol.22（2008年5月24日号、ワイレア出版）
- sabra（ブロガール選手権第一期・第三期、小学館）
- Muku!Radical vol.16 - vol.20（2007年10月 - 2008年6月）、ワイレア出版） - レギュラー
- ゴクウ（2008年7月号、メディア・クライス）
- 月刊ポジション（2008年8月 - 、弘栄） - グラビア掲載
- 実話メガキング vol.1 - （2008年8月 - 、ワイレア出版） - コラム連載
- 自転車フリーペーパー『NAPITA』03号（2013年11月）- 表紙＆巻頭コスプレグラビア10ページ

### TV
- くりぃむしちゅーのたりらリラ〜ン（日本テレビ）
- イツザイ（テレビ東京）
- ニューデザインパラダイス（フジテレビ）
- メイドカフェでTV!（エンタ!371）
- コスチュームプリンセス（エンタ!371）
- 小さめビキニの水泳大会（エンタ!371）
- アイドル☆カタログTV!（エキサイティング・グランプリ）
- 「どるばこ」ぶっつけ本番!（エンタ!371）
- 今日からメルダチ（2008年5月、NHK）
- 勝利の女神（2008年6月、千葉テレビ）
- アイドル座（2008年、MONDO21）
- コス‐1ぐらんぷり（2013年6月、ひかりＴＶオリジナル番組）

### ネット番組
- 乙女ディア（あっ!とおどろく放送局）
- ゴーゴーブロガーズ（2007年8月12日・8月14日・8月20日）
- 全日本萌えドル選手権（2007年11月6日、あっ!とおどろく放送局）
- Cat Fight plus（ティーエフエムプラス）
- アイドルお仕置き天国（フルストTV）
- 竜宮城（まんだらけインターネットTV）
- ダベり場 #49 - #50「女性にモテたい地下アイドル」（ShowTime）
- WALLOPの番組「（心霊トークバラエティ）大きな声で言えないラヂヲ」のアシスタント（2017年4月2日～2018年11月18日の第１・第３日曜22:00〜22:30）
- ぼちラジ（株式会社ポンテ によるインターネットラジオ番組）
  - #09 ぼちラジ ゲスト:ゆっこ氏＆わたらい＆夏姫ちゃん（2020/11/17）

#### YouTubeチャンネル
- 美少女コンテンツブランドエモイ堂
  - 夏姫の歯磨きASMR♪(藤原夏姫)　Daily Emoi-do / ASMR of Tooth brushing sound [Natsuki Fujiwara](2019/10/29公開)
  - お耳ふーふー♪りらっくす(藤原夏姫)　Daily Emoi-do / Tickling your ears,Fu Fu relaxation　[Natsuki Fujiwara](2019/11/16公開)
  - 新鮮なリンゴを食す☆ASMR(藤原夏姫)　Daily Emoi-do / ASMR of Eat fresh apples[Natsuki Fujiwara](2019/11/26公開)
  - 弟にデレデレなボイス♪(藤原夏姫)　Daily Emoi-do /Voice of fascinated by my brother[Natsuki Fujiwara](2019/11/30公開)
  - 話題のホットプレート！(藤原夏姫)　Daily Emoi-do[Natsuki Fujiwara](2020/7/11公開)
- ポンテチャンネル
  - ポンテ企画 M3にてCD発売 「ゲーム音声」「ガヤ集」「シチュボイス集」（2020/10/16）
- 「（心霊トークバラエティ）大きな声で言えないラヂヲ」のバックナンバーほぼすべて YouTube にて見ることができる。ただし一部はアップロードトラブルにより見ることができない。
- 「イッテP」（パチンコパチスロ店を舞台としたパチメンタリー（ドキュメンタリー）番組）のアシスタントを2018年2月10日から2018年12月22日まで務める。

### 映画
- ふるいちやすし監督『彩～aja～』るい子役（2012年モナコ国際映画祭４冠受賞）

### 舞台
- 劇団女神座『アワセルカガミ』鏡の国の女王様役（2008年2月14日～17日 新生館シアター）
- 『IRIS…水晶の虹』 マダム・ロスチルド役（2012年10月4日～5日）
- 朝倉薫ガールズハイパーミュージカル『～昭和浪漫譚～LOVE ME DOLL』ドク役（2015年10月7日～12日）
- 『少女人形舞台 幻奏の宴VoL.21～卯月の庭に花は散りぬる～』（2016年4月23日）
- 朝倉薫ガールズハイパーミュージカル『タイラー！』ヘレン・ニシカワ役（2016年5月24日～29日）

### ゲーム

#### 2019年
- 忍スピリッツS 真田獣勇士伝（望月六郎）
- ポケモンガオーレ（カフェのてんいんのナツキ）

#### 2020年
- 大乱盗！ジュエルウォーズ（警察役）

#### 2021年
- 俺たちの戦いはこれからだ！ episode1(街の人)

#### 2022年
- 俺たちの戦いはこれからだ！ episode2(マーナ)

### ボイスコミック
- ボイスコミック 映画館 【Conté Animation Studios】
  - 【悪魔召喚でミイラ男が出た】（全二話）
    - TwitterCM ムービー(2020/5/12公開)
    - 第一話(2020/5/14公開)
    - 第二話(2020/5/16公開)

  - 【三郷めぐるの事件簿vs真宮紫の捕物帳】（全三話）
    - 第一話(2020/6/1公開)
    - 第二話(2020/6/6公開)
    - 最終話(2020/6/14公開)

  - 『100の善い事1の悪 ～天界から落とされた天使さんのお話～』]（一話完結）
    - 第一話(2020/10/31公開)

### ボイスドラマ
- 聴くanime『彼岸のオルカ』（2022年、STUDIOkoemee。妻黒 役[2]）
  - 彼岸のオルカ #10　削除しますか？(2022/5/28公開)

### 朗読およびASMR
- ポンテチャンネル
  - 雪の女王(冒頭１章)（2020/04/26）
  - 二階の窓までのびたチユーリツプ（2020/05/09）
  - 気絶人形（2020/05/23）
  - 【ASMR おやすみ】メイドさんの癒しシチュボイス「お嬢様大好きメイドさん♡」（2022/05/30）
  - 【ASMR おはよう】家庭教師の癒しシチュボイス「おしえてA to Z♡」（2022/05/30）

### ライブ
- Dream Voice vol.10 supported by 声優グランプリ(2020/1/18)
- Dream Voice Online supported by 声優グランプリ＜101＞(2020/11/15)

### その他
- 山岸伸デジタル写真館
- 大仁田厚 with KIxxANDCRY 1stミニアルバム「元気ですか!」PV（ソニー・ミュージック・ディストリビューション）
- 及川奈央デビューシングル「謝謝SHAKE」付属DVD（2005年11月23日 BMG JAPAN）
- ヤンデレカルタ（2008年5月3日、ヤンデレカルタ制作委員会。声優として参加）

## リリース作品

### 写真集
- コミックマーケット69CD-ROM版カタログたちばな書店購入特典藤原夏姫CD-ROM写真集（2005年）衣装(6種類)アキバblogの関連記事
- 究極!絶対領域!!コレクション〜メイド衣装編〜（2008年12月、アーススターブックス）
- グラビアアイドルの萌えポーズ集（2008年11月、誠文堂新光社）
- 年刊佐伯さえ（C83、サークル『抱きしめてミネストローネ』）- 佐伯さえによる４つのテーマのポートレート紙媒体写真集。参加モデル：くうや,藤原夏姫,マキロン,芽里乃モコ
- 花降りシャワー（C96）- オリジナル お花モチーフの衣装(7種類)、B5サイズ32ページ。個人サークル初の紙の写真集。
- ふわふわニット×キャット（C97）- オリジナル 猫モチーフの衣装(6種類)、B5サイズ32ページ。個人サークルの紙の写真集。

### DVD
- 「*Debut」 藤原夏姫（2008年4月25日、アイドルファクトリー）
- 「chopSticks」（2008年5月4日[3]、オムニバス、コスチュームプリンセス）
- 「告白 TOKYO」夏姫（2008年8月27日、オムニバス、イーネットフロンティア）- 6人の女性が放つ恋の告白映像/10人の女性が語る恋の一言コメント。出演者：みか/友香/ゆみか/ほなみ/夏姫/空
- 「究極!絶対領域!!コレクションDVD〜メイド衣装編〜」（2008年12月、アーススター・エンターテイメント）
- 「cat fight plus」 vol.3（オムニバス、2008年9月、ぱっぷる）
- 「ヴィジュアル・メイクアップ・レッスン」（V系メイク講座DVD、2009年9月24日、発売：キュープラス、販売元：株式会社 竹緒（たけお））

### DVD写真集
- 「㊙コスプレ写真会　第一回　某有名現役メイド　藤原夏姫」（2005年12月24日、ビーインザフロント）
- 眠り姫 （2007年12月30日、STUDIO HIP'S）

### コスプレROM
- Don't say "crazy"（C77）- けいおん! 秋山澪
- ポティロン♡アラモード（C77）- オリジナル メイド
- 色恋草紙～ナツキナデシコ七変化～（C78）- オリジナル 和装
- エクストリーム♡＋（C78）- ラブプラス 高嶺愛花
- 紅忍者 不知火流（C79）- THE KING OF FIGHTERS 不知火舞
- Universal Bunny Tail（C79）- マクロスF シェリル・ノーム 黒白黒うさぎVer.
- ナースビッチ♡ルカ様マジカルて☆（C79おまけROM）- VOCALOID 巡音ルカ 恋色病棟Ver.
- SWeeT♡HoLiC（コスホリック02）- オリジナル ロリータ衣装，水着，私服
- RIOT DOLL（C80）- 餓狼シリーズ B.ジェニー
- そに☆まに（C80）- すーぱーそに子
- 歌舞伎蝶の女王（C80おまけROM）- パピヨンルピナス
- ROSE BLUE（C81）- TIGER & BUNNY ブルーローズ，カリーナ・ライル
- 魔法聖女なつき★マギカ（C81）- 魔法少女まどか☆マギカ，擬人化ＱＢ，暁美ほむら，巴マミ，すーぱーそに子
- エンジェル♥モード（C81おまけROM）- ひぐらしのなく頃に 園崎詩音 エンジェルモート制服Ver.
- CH♡C♡LaTe H♡LiC（コスギャラリー！04）- オリジナル バレンタイン裸エプロン，ロリータ（Angelic Pretty），ロリータ（MAM），チョコレートランジェリー
- DeLiCiouS!（2012/3/20ROMけっと 無料配布）- お菓子ROM
- MaGNeT HoLiC（2012/6/17ROMけっと）- VOCALOID 初音ミク，巡音ルカ
- なつきクラブ（C82）- 化物語 戦場ヶ原ひたぎ
- 輪るピンクドリィム（C82）- 輪るピングドラム  高倉陽毬(私服，トリプルＨ)，プリクリ様(通常，キャストオフ，水着)
- はがない肉ROM（C82おまけROM）- 僕は友達が少ない 柏崎星奈
- ナツコミ（舞台 IRIS･･･水晶の虹特典ROM）- すーぱーそに子
- 緊縛花伝（2012/10/14 ROMけっと）- オリジナル 和装緊縛，ラブプラス 高嶺愛花(制服緊縛，裸リボン)
- エナメルメイドじゃダメかしら？（C83）- ZONE-00 花房
- NeGi×ToRo（C83）- VOCALOID 初音ミク，巡音ルカ
- ソニマニ2（C83）- すーぱーそに子
- 中二病でも愛してる！（C83おまけROM）- アイドルマスターシンデレラガールズ 神崎蘭子
- おとな銀行へようこそ♥（コスホリック08）- STAR DRIVER 輝きのタクト ワタナベ・カナコ
- ラブライフ！（C84）- ラブライブ！ 東條希
- ワタクシは友達が少ない（C84）- 僕は友達が少ない 柏崎星奈
- LoVeHoLic（C84）- オリジナル 私服, 水着, 下着
- ヤンデレBABY（C84おまけROM）- オリジナル エナメルメイド
- ミクルカ★ナイトフィーバー（C85）- VOCALOID 初音ミク，巡音ルカ
- VAMPIRE KISS（C85）- ヴァンパイアセイヴァー モリガン・アーンスランド(うたたねVer.)
- Black White（C85おまけROM）- マクロスF シェリル・ノーム
- sugar＊cream（2014/3/9 コスエクスプレス3）- 過去ROM（Don't say "crazy", エクストリーム♡＋, SWeeT♡HoLiC）の再録
- 藤原夏姫の詰合（コスホリック11）- オリジナル(私服, コスプレ)＆コミケROM未収録画＋生写真のセット
- コスラキル（C86）- キルラキル 纏流子
- aliceHoLiC（C86）- オリジナル アリス, ロリータ, ネコ耳, バニーガール, 私服, ベビードール, 水着, 裸エプロン
- MARS＊ATTACK（C86おまけROM）- 美少女戦士セーラームーン セーラーマーズ水着
- 真夜中は純潔（C87）- キルラキル 鬼龍院皐月
- ラブライフ！2（C87）- ラブライブ！ 東條希
- Lolipop♥Baby（C87おまけROM）- ヱヴァンゲリヲン新劇場版 式波・アスカ・ラングレーちんかめver.
- 不思議の国の夏姫ちゃん（2015/3/15 コスエクスプレス5）- オリジナル アリス, 水色ロリータ, 私服, 魔女ドレス, 裸エプロン, 和装メイド
- F♡NCYH♡LiC（2015年 コスホリック15 & C88）- オリジナル ロリータ, パジャマ, 水着, 他
- 桜HoLiC（2015年 コスホリック15 & C88）- オリジナル 和装
- ENDLESS SUMMER（2015年 コスホリック15 & C88 おまけROM）- レースクイーン(ENDLESS)
- LOVE ME BABY（舞台LOVE ME BABY予約特典ROM）- オリジナル 眼鏡×スーツ
- タイラー！（舞台タイラー！限定ROM写真集）- オリジナル サマードレス×猫
- 藤原夏姫という女（C94）- オリジナル 峯不二子コラボ下着(AMPHI)
- はっぴー♡いーすたー（C94）- オリジナル シスター, ロリータ, サマードレス 他
- ふわふわknitxCAT（C95）- オリジナル猫耳＋ふわふわニット
- 過去BEST（2019年 コスホリック25）- 4作品x27着
- 花降りシャワー（C96）- オリジナル お花モチーフの衣装(６種類)
- ふわふわニット×キャット（C97）- オリジナル 猫モチーフの衣装(6種類)